# Novarock
Novarock is een Belgisch muziekfestival dat van 2002 tot en met 2012 jaarlijks in het voorjaar (in maart, april of mei) plaatsvond in de stad Kortrijk. Het evenement had gemiddeld 4000 bezoekers en was een mix van muziek, randanimatie en een heuse Novarockrally.
Novarock werd in 2002 opgericht en vond achtereenvolgens -wegens schaalvergroting- op diverse locaties plaats: van het Ontmoetingscentrum te Heule over het Bouwcentrum Pottelberg tot uiteindelijk in het beurzen- en evenementencomplex Kortrijk Xpo. Aanvankelijk vond dit festival steeds plaats begin mei, de laatste jaren is dit verschoven naar midden maart.
Het festival was het eerste grote festival in zijn soort tijdens het jaar, volledig overdekt en het boodt telkens een podium aan beloftevol talent uit zowel het Kortrijkse als uit de rest van Vlaanderen. Naast het muziekpodium (main stage) en de Novarockrally (nieuw talent) werden in 2010 ook een stand-upcomedypodium én een elektrovarockpodium (elektronica) toegevoegd aan de affiche.
In 2012 werd besloten om het festival tweejaarlijks te organiseren, omdat dit financieel beter haalbaar zou zijn. Een jaar later leidde het gebrek aan geld tot opheffing van het festival.

## Edities

### Locatie: Ontmoetingscentrum De Voncke, Heule-Kortrijk
| Datum      | Programma                                                                                                 |
| ---------- | --- |
| mei 2002   | Lemon, Camden, 't Hof Van Commerce, Gorki, DJ 4T4.                                                        |
| 9 mei 2003 | De Heideroosjes, De Mens, Discobar Galaxie, Triggerfinger, Murk, Le Son Du Bidon, Bolchi, Captain Compost |

### Locatie: Bouwcentrum Pottelberg
| Datum      | Programma |
| ---------- | --- |
| 8 mei 2004 | Flip Kowlier, Sioen, Gabriel Ríos, Jasper Steverlinck, Starflam, De Dolfijntjes, Funeral Dress, Squadra Bossa ft. Buscemi, Flatcat, Gèsman, Atoz. |
| 4 mei 2005 | Zornik, Vive la Fête, 't Hof van Commerce, DAAN, Millionaire, Bolchi, Satellite City, Tom Helsen, Nailpin, Silverene, Delavega, Article Number, Nestor, Dearly Deported, Humo's Rock Rally. |
| 5 mei 2006 | Krezip, Goose, Gabriel Ríos, Sioen, Gorki, A Brand, Janez Detd, Hermanos Inglesos, Hormonia, Leki & Lunaman, Sweet Coffee, Lalalover, Cream & Spices, Dolfijntjes XXXL, Red Elmo, Yevgueni, Rumplestitchkin, Savalas, Balthazar, Gili, Freddy De Vadder, Gunter Lamoot, Xpozed, Morda, Captain Compost, Severance. |
| 5 mei 2007 | Stijn, DAAN, Ex-Drummer Band, Shameboy, Fixkes, Tom Barman, Tomas De Soete, An Pierle & White Velvet, Bunny(UK), Triggerfinger, Hitch, Hawaï, Morda. |

### Locatie:Kortrijk Xpo
| Datum               | Programma |
| ------------------- | --- |
| 25 en 26 april 2008 | Zornik, Liquido, Milk Inc, Tom Helsen, The Tellers, Black Box Revelation, De Grote Peter Van De Veire Loveshow, Headphone, Nailpin, Steak Nr 8, Novarock Rally, Silent Disco Room.                                |
| 14 maart 2009       | A Brand, Dada Life, Zita Swoon, The Subs, Freaky Age, Lemon, Selah Sue, Joshua, Soda & Suds, DJ Lotto, DJ Prico, Johny Turbo Alive Band, The Sedan Vault, Fuzzy Logic, Marcus, Novarock Rally, Silent Disco Room. |
| 20 maart 2010       | Muziekpodium: Customs, SX, DAAN, Sam De Bruyn, dj Agmet, Magnus, The Hickey Underworld, Absynthe Minded, Flip Kowlier.                                                                                            |
| 20 maart 2010       | Comedy stage: Bart Cannaerts, Bas Birker, Henk Rijckaert, Xander Derijcke. |
| 20 maart 2010       | Novarockrally: Salvador (Winnaar Novarock rally 2009), Adyssa, Maya's Moving Castle, People Of The Pavement. |
| 20 maart 2010       | Electrovarock: Balthazar, La Fille d'O, Howie & Linn, The Vermin Twins, dj Lotto. |
| 26 maart 2011       | Main Hall: We Are Lions, Amatorski, Mintzkov, De jeugd van tegenwoordig, The Van Jets, Arid, Admiral Freebee, Sound of Stereo, Mumbai Science.                                                                    |
| 26 maart 2011       | Discover Zone: novarockrally, Adyssa, Buyse, Drums Are for Parades, Steak Number Eight, Mason, DJ Wim Opbrouck en Jim Tonic                                                                                       |
| 26 maart 2011       | Comedy stage: Youssef, Steven Mahieu, David Galle |
| 26 maart 2011       | Silent disco room |
| 17 maart 2012       | Penta Nova: Sam De Bruyn & Stijn Van de Voorde, 't Hof van Commerce, Absynthe Minded, School is Cool, Customs, Sioen, Daytona, The Lumbers                                                                        |
| 17 maart 2012       | Hexa Nova: Trash Radio, Sound of Stereo Live, Murdock feat Jenna G, Ego Troopers, Syndaesia, AKS Live, Lazy Jay, Eptic, Hector & Nate                                                                             |